# Drew Doughty
Drew Doughty, född 8 december 1989 i London, Ontario, är en kanadensisk professionell ishockeyspelare som spelar för Los Angeles Kings i NHL. Han blev vald som andre spelare totalt i NHL-draften 2008 av Los Angeles Kings med vilka han vann Stanley Cup med 2012 och 2014.
2010 och 2014 vann han OS-guld med Kanada.

## Uppväxten och juniortiden
Doughty föddes i London, Ontario som son till Paul och Connie Doughty. Han började åka skridskor vid två års ålder och började spela ishockey innan han var fyra. Doughty spelade även fotboll fram tills han var 14 år. Doughty valdes som femte spelare totalt i OHL-draften 2005 av Guelph Storm. Han gjorde fem mål och 33 poäng för Storm säsongen 2005/2006 och utsågs till OHL All-Team för backar. Påföljande säsong, 2006/2007, noterades han för 77 poäng och framröstades av tränarna som den offensivaste försvararen i ligan. Under säsongen 2007/2008 svarade han för en åter stabil säsong, 50 poäng och tilldelad utmärkelsen Max Kaminsky Trophy som OHL:s främsta försvarare. Han valdes i första rundan som nummer två totalt i NHL Entry Draft 2008 av Los Angeles Kings.

## NHL
Doughty debuterade i NHL med Los Angeles Kings den 11 oktober 2008 mot San Jose Sharks och gjorde sitt första mål den 20 oktober mot Colorado Avalanche. Han gjorde sammanlagt 6 mål och 27 poäng under sin debutsäsong och blev samtidigt invald i NHL All-Rookie Team. 2009–10 gjorde Doughty 16 mål och 59 poäng och var en av tre finalister till James Norris Memorial Trophy som ligans bäste back. 2012 vann Doughty Stanley Cup med Los Angeles Kings.

## Statistik

### Klubbkarriär
| 2004–05    | London Jr. Knights | MHAO       | 55  | 19  | 30  | 49  | 31  | —  | —  | —  | —  | —  |
| 2005–06    | Guelph Storm       | OHL        | 65  | 5   | 28  | 33  | 40  | 14 | 0  | 13 | 13 | 18 |
| 2006–07    | Guelph Storm       | OHL        | 67  | 21  | 53  | 74  | 76  | 4  | 2  | 3  | 5  | 8  |
| 2007–08    | Guelph Storm       | OHL        | 58  | 13  | 37  | 50  | 68  | 10 | 3  | 6  | 9  | 14 |
| 2008–09    | Los Angeles Kings  | NHL        | 81  | 6   | 21  | 27  | 56  | —  | —  | —  | —  | —  |
| 2009–10    | Los Angeles Kings  | NHL        | 82  | 16  | 43  | 59  | 54  | 6  | 3  | 4  | 7  | 4  |
| 2010–11    | Los Angeles Kings  | NHL        | 76  | 11  | 29  | 40  | 68  | 6  | 2  | 2  | 4  | 8  |
| 2011–12    | Los Angeles Kings  | NHL        | 77  | 10  | 26  | 36  | 69  | 20 | 4  | 12 | 16 | 14 |
| 2012–13    | Los Angeles Kings  | NHL        | 48  | 6   | 16  | 22  | 36  | 18 | 2  | 3  | 5  | 8  |
| 2013–14    | Los Angeles Kings  | NHL        | 78  | 10  | 27  | 37  | 64  | 26 | 5  | 13 | 18 | 30 |
| 2014–15    | Los Angeles Kings  | NHL        | 82  | 7   | 39  | 46  | 56  | —  | —  | —  | —  | —  |
| 2015–16    | Los Angeles Kings  | NHL        | 82  | 14  | 37  | 51  | 52  | 5  | 0  | 1  | 1  | 2  |
| 2016-17    | Los Angeles Kings  | NHL        | 82  | 12  | 32  | 44  | 46  | —  | —  | —  | —  | —  |
| 2017-18    | Los Angeles Kings  | NHL        | 82  | 10  | 50  | 60  | 52  | 3  | 0  | 0  | 0  | 0  |
| 2018.19    | Los Angeles Kings  | NHL        | 82  | 8   | 37  | 45  | 44  | —  | —  | —  | —  | —  |
| 2019-20    | Los Angeles Kings  | NHL        | 67  | 7   | 28  | 35  | 36  | —  | —  | —  | —  | —  |
| 2020-21    | Los Angeles Kings  | NHL        | 56  | 8   | 26  | 34  | 26  | —  | —  | —  | —  | —  |
| 2021-22    | Los Angeles Kings  | NHL        | 11- | 3-  | 10- | 13- | 8-  | —  | —  | —  | —  | —  |
| NHL totalt | NHL totalt         | NHL totalt | 986 | 128 | 421 | 549 | 669 | 84 | 16 | 35 | 51 | 66 |

### Internationellt
| År            | Lag           | Turnering     | Matcher | Mål | Assist | Poäng | Utv |
| ------------- | ------------- | ------------- | ------- | --- | ------ | ----- | --- |
| 2007          | Kanada        | U18-VM        | 6       | 2   | 3      | 5     | 8   |
| 2007          | Kanada        | SS            | 8       | 0   | 2      | 2     | 4   |
| 2008          | Kanada        | JVM           | 7       | 0   | 4      | 4     | 0   |
| 2009          | Kanada        | VM            | 9       | 1   | 6      | 7     | 4   |
| 2010          | Kanada        | OS            | 7       | 0   | 2      | 2     | 2   |
| 2014          | Kanada        | OS            | 6       | 4   | 2      | 6     | 0   |
| Junior totalt | Junior totalt | Junior totalt | 21      | 2   | 9      | 11    | 12  |
| Senior totalt | Senior totalt | Senior totalt | 22      | 5   | 10     | 15    | 6   |